# Oncocalamus
Oncocalamus es un género con cinco especies de plantas con flores perteneciente a la familia  de las palmeras (Arecaceae).  
El género es el único miembro de la subtribu Oncocalaminae; anteriormente estuvo colocado con los géneros vegetativamente similares Eremospatha y Laccosperma en la subtribu Ancistrophyllinae, y ahora es aislado sobre la base de sus inusuales flores.

## Distribución y hábitat
Es originario del oeste de África tropical desde Nigeria hasta Angola. Se encuentra en las tierras bajas de la selva tropical en el oeste ecuatorial de África.

## Descripción
Los troncos son pequeños, muy espinosos, desnudándose con la edad.  Todas las especies forman densas agrupaciones con o sin divisiones. Tiene hojas  bífidas que se convierten en pinnadas en la madurez, la vaina de la hoja es espinosa, y los pecíolos también son espinosos, adaptados para la escalada. Los foliolos son pocos o muchos, con uno, dos o más pliegues, todos, agudos, lineales o sigmoideos, y dispuestos regularmente a lo largo del raquis.
La inflorescencia surge en la parte superior del tallo, entre las hojas, con flores masculinas y femeninas, en espigas ramificadas.  Las flores se disponen en grupos de hasta 11, con una o tres flores femeninas y de dos a cuatro flores masculinas en el centro de la agrupación. El fruto es esférico y cubierto de hileras verticales de semillas de color amarillo a marrón.

## Taxonomía
El género fue descrito por Mann & H.Wendl y publicado en Les Palmiers 252. 1878.
Etimología
Oncocalamus: nombre genérico que deriva de dos palabras griegas que combina "bocina" y "cápsula".

## Especies
- Oncocalamus djodu
- Oncocalamus macrospathus
- Oncocalamus mannii
- Oncocalamus tuleyi
- Oncocalamus wrightianus